# I principali articoli della fede
La Confessione augustana è la prima esposizione ufficiale dei princìpi del Luteranesimo, redatta nel 1530 da Filippo Melantone per essere presentata alla Dieta di Augusta. A tutt'oggi è considerata uno dei testi base delle Chiese protestanti di tutto il mondo.
La Confessione augustana è formata da una prefazione, 28 articoli e una conclusione. La Confessione è inoltre divisa in due parti concettuali: la prima parte, intitolata «I principali articoli della fede» contiene i primi ventuno articoli, che enumerano e spiegano i capisaldi della fede che sarà poi detta "protestante"; la seconda parte del documento (artt. 22-28), intitolata «Articoli nei quali si passano in rassegna gli abusi che sono stati corretti», espone una serie di abusi diffusi nella vita spirituale del tempo e spiega le soluzioni proposte dalla nascente dottrina luterana. In risposta venne composta da diversi teologi cattolici, su incarico di Carlo V, la Confutatio Pontificia, cioè un testo con osservazioni e critiche su ciascun punto della confessione di cui si riporta una sintesi.

## Articolo 1 - La natura di Dio
«Le nostre Chiese, per unanime consenso, insegnano che il decreto del Concilio di Nicea a proposito dell'unità della divina essenza e della Trinità è veritiero e da credersi senza dubbio alcuno».
Confutatio pontificia
Viene ribadita la natura Trinitaria di Dio contro le eresie manicheiste, ariane, eunomiane, maomettane, ecc. Dio è uno e trino, eterno, privo di corpo e dotato di potenza, saggezza e bontà infinita: egli è il creatore e preservatore di ogni cosa visibile o invisibile che sia. Dio è in tre persone uguali e distinte: il Padre, suo figlio  Gesù Cristo e lo Spirito Santo. La Chiesa di Roma fu in accordo con questo articolo.

## Articolo 2 - Il peccato originale
«E insegnano anche che dalla caduta di Adamo tutti gli esseri umani generati in via naturale nascono in stato di peccato, il che significa privi di timore di Dio, privi di fiducia in Lui e pieni di concupiscenza; e che questo malanno o peccato originale è realmente peccato che persino ora condanna e porta morte eterna su coloro che non sono rinati attraverso il battesimo e lo Spirito Santo».
Confutatio pontificia
Viene sottolineata la natura intrinsecamente corrotta dell'uomo, che rappresenta un handicap che solo il battesimo e la rinascita nello Spirito Santo possono superare: la forza e la ragione dell'uomo non possono, da sole, giustificarlo davanti a Dio. Non possono quindi cancellare il suo stato di peccatore e farlo salvo.
La Chiesa di Roma accettò il secondo articolo, ma confutò la natura del peccato: «che il peccato originale sia che gli uomini nascano senza timore di Dio e fiducia in Lui, è da rigettarsi completamente, poiché è evidente ad ogni cristiano che l'essere privo di timore di Dio e di fede in Lui è la colpa di un adulto ben più che l'offesa di un bimbo appena nato, che non possiede ancora l'uso della ragione».

## Articolo 3 - Il Figlio di Dio
«Ed inoltre insegnano che il Verbo, cioè il Figlio di Dio, assunse natura umana nel grembo della Beata Vergine Maria, così che vi sono due nature, la divina e l'umana, inseparabilmente unite in una Persona, un Cristo, vero Dio e vero uomo [...] che patì, fu crocifisso, morì e fu sepolto [...] e di nuovo verrà per giudicare i vivi e i morti, come propone il Credo apostolico».
Confutatio pontificia
Qui la Confessione propone esattamente gli stessi articoli di fede che compaiono nel Credo Niceno-Costantinopolitano e sui quali la Confutatio fu in totale accordo.

## Articolo 4 - La giustificazione
«Ed altresì insegnano che l'uomo non può venire giustificato dinnanzi a Dio per la sua propria forza, merito od opera, ma viene gratuitamente giustificato per grazia dell'amore di Dio attraverso la fede, quando l'uomo creda di essere accolto nel favore di Dio e che i suoi peccati vengano perdonati per grazia di Cristo che, morendo, ha compiuto espiazione dei nostri peccati.»
Confutatio pontificia
La Chiesa di Roma accettò che i meriti dell'uomo non potessero bastare di fronte alla potenza salvifica della grazia divina, unica via di salvezza. Si oppose però con fermezza all'idea che questi meriti, acquisiti attraverso le opere, non fossero meritori, necessari e  indicati come via di salvezza e santificazione in tutte le Sacre Scritture: «Dovremo tutti comparire di fronte al trono di Cristo e che ognuno riceva nel suo corpo a seconda di ciò che avrà compiuto, sia il bene o il male.» (Cor. 2 5-10).

## Articolo 5 - Il ministero della Chiesa
«Ed essi insegnano che, affinché possiamo ottenere questa fede, sia stato istituito il ministero dell'insegnamento del Vangelo e quello dell'amministrazione dei sacramenti. Perché attraverso la Parola e i sacramenti, come attraverso strumenti, lo Spirito Santo è dato ed opera la fede; dove e come piaccia a Dio, in coloro che ascoltano il Vangelo perché diano testimonianza che Dio, non per nostri propri meriti ma per amore di Cristo giustifica coloro che credono di essere accolti nella grazia di Dio per amore di Cristo.
I ministri condannano gli Anabattisti e gli altri che pensano che lo Spirito di Dio venga agli uomini senza Parola esterna, attraverso la loro preparazione e opere».
Confutatio pontificia
La Confutatio accettò l'articolo puntualizzando che lo Spirito non infondesse solo la fede, ma anche le virtù di speranza e amore.

## Articolo 6 - La nuova obbedienza
«Ed inoltre insegnano che questa fede deve produrre buoni frutti, a che è necessario compiere le buone opere comandate da Dio, poiché ciò è la volontà del Signore, ma che non dobbiamo fare affidamento su queste opere per meritare la giustificazione davanti a Dio. Perché la remissione dei peccati si ottiene attraverso la fede, così come la stessa voce di Cristo attesta».
Confutatio pontificia
La Chiesa cattolica confutò l'eccessivo accento della salvezza attraverso la Fede e il minor risalto delle buone opere "Non chi dice di me 'Signore, Signore' entrerà nel regno dei cieli, ma chi compie la Volontà del Padre mio' (Mt 7, 21). Inoltre alla Chiesa Romana parve inaccettabile il primato della virtù della Fede sopra quella della Carità, "che è il sigillo della perfezione".

## Articolo 7 - La Chiesa
«E [insegnano, NdR] che una sola Chiesa santa durerà per sempre. La Chiesa è la congregazione dei Santi, in cui i Vangeli sono insegnati nel modo corretto e i sacramenti correttamente amministrati. È [insegnano anche] che ai fini della reale unità della Chiesa sia bastevole l'accordo sulla dottrina del Vangelo e l'amministrazione dei sacramenti. Non è necessario che le tradizioni umane, cioè riti o cerimonie istituiti dagli uomini, debbano essere uniformi ovunque. Così come disse Paolo: "Una fede, un battesimo, uno stesso Dio e padre per tutti"» (Ef. 4, 5-6)
Confutatio pontificia
La Chiesa di Roma contestò che la Chiesa fosse solo «la congregazione dei Santi», poiché nel corpo di essa vi sono anche i peccatori, che solo Gesù nel Suo giudizio separerà dai salvati e solo nel momento che Lui riterrà opportuno.
Apprezzò, inoltre, che riti particolari potessero essere differenti senza per questo inficiare la solidità e unità della Fede, distinguendoli dai riti universali «Noi dobbiamo ritenere che questi riti siano stati tramandati dagli apostoli».

## Articolo 8 - Cosa è la Chiesa
«Sebbene la Chiesa sia l'insieme dei Santi e dei veri credenti, poiché in questa vita vi sono strettamente mescolati ipocriti e peccatori, resta comunque valevole il sacramento amministrato da tali persone [...] Sia i sacramenti, sia la Parola hanno effetto a motivo della loro istituzione da parte di Cristo a prescindere dal loro venire amministrati da uomini indegni. [Le nostre Chiese, NdR] condannano i Donatisti, e altri simili, che negano la legittimità del ministero degli uomini indegni nella Chiesa e che pensano che il ministero di tali uomini sia privo di costrutto e di nessun effetto».
Confutatio pontificia
La Chiesa di Roma  accettò l'articolo.

## Articolo 9 - Il battesimo
«Del battesimo essi insegnano come sia necessario alla salvezza, e che attraverso il battesimo sia offerta la grazia divina, che i bambini vadano battezzati e che questi, poiché gli viene offerta la grazia di Dio attraverso il battesimo, in quella grazia vengono accolti. Condannano gli Anabattisti, che rifiutano il battesimo degli infanti e che sostengono che i bambini sono salvati senza battesimo».
Confutatio pontificia
La Confutatio approvò l'articolo, unendosi alla generale condanna degli Anabattisti che definì «la peggior stirpe di uomini sediziosi».

## Articolo 10 - La cena del Signore
«Della cena del Signore essi insegnano come il corpo e il sangue di Cristo siano realmente presenti, e distribuiti a coloro che della Cena del Signore mangiano; e rifiutano quelli che insegnano diversamente».
Confutatio pontificia
La Chiesa di Roma accettò l'articolo.

## Articolo 11 - La confessione
«Della confessione essi insegnano che l'assoluzione privata vada mantenuta nelle chiese, sebbene in confessione una enumerazione di tutti i peccati non sia necessaria. Perché è impossibile come dice il salmo: "Chi può comprendere il suo errore?" (Sal 19, 12».
Confutatio pontificia
La Chiesa di Roma non oppose confutazione se non la richiesta che i sacerdoti chiedessero ai fedeli di confessarsi almeno una volta all'anno e di dichiarare tutti i peccati commessi che venissero loro alla mente dopo un serio e onesto esame di coscienza: «Lavami Signore dalle mie colpe segrete» (Sal 19,17).

## Articolo 12 - Il pentimento
«Del Pentimento essi insegnano che vi è remissione dei peccati per coloro che siano caduti [nel peccato] dopo il battesimo ogni qualvolta essi siano convertiti e che la Chiesa debba impartire assoluzione e questi che ritornino pentiti. Ora, il pentimento consiste specificamente di queste due parti: una è la contrizione, cioè il terrore che smuove la coscienza attraverso la conoscenza del peccato; l'altra è la fede che è nata dal Vangelo o dall'assoluzione e che crede che per amore di Cristo i peccati vengono perdonati, che conforta la coscienza e che la distoglie dagli errori. Dopo le buone opere non potranno che giungere, poiché sono il frutto del pentimento. Condannano gli Anabattisti che negano che chi fu giustificato una volta possa perdere il Santo Spirito. E condannano quelli che sostengono che alcuni possano arrivare a tanta perfezione che non possono peccare. Sono condannati anche i Novatisti che non assolverebbero coloro che avessero peccato, anche se tornassero pentiti. E rifiutano, inoltre, quelli che predicano che la remissione dei peccati venga attraverso la fede, ma che ci comandano di meritare la grazia attraverso la soddisfazione propria [che ritengono che si possa meritare la grazia del perdono solo attraverso pentimento e opere umane, anche se buone e non irrinunciabilmente attraverso il pentimento e il sacramento, NdT]».
Confutatio pontificia
La Chiesa cattolica contestò con grande energia che il pentimento si componesse di sole due parti (contrizione e confessione) anziché di tre:
contrizionedivengo consapevole di avere peccato e ne comprendo la gravità;
confessioneammetto davanti a Dio e alla Chiesa il mio peccato con l'intenzione di ottenere la grazia che solo il sacramento può darmi e che mi sosterrà perché io non pecchi ancora;
soddisfazioneconscio delle conseguenze che il mio errore ha avuto sullo stato della mia anima e sul rapporto tra me e gli altri miei fratelli mi adopero per riparare i danni compiuti. Vengo così educato alla virtù, a fuggire le occasioni future di errore, divengo di esempio agli altri e allevio le conseguenze morali e sociali del mio peccato.
La Chiesa, inoltre, contestò che la fede potesse essere la seconda parte chiave del pentimento perché chi non crede non può pentirsi e la fede è la base di ogni pentimento.
La sminuizione del ruolo delle opere, come già altrove, trovò anche qui un netto rifiuto e vennero citati diversi passi dei Vangeli, delle Lettere e dei padri della Chiesa dove si sostiene come fosse giusto e doveroso da parte della Chiesa imporre opere di soddisfazione al peccatore.

## Articolo 13 - La funzione dei sacramenti
«Dell'uso dei sacramenti insegnano che i questi vennero ordinati non solo per essere segni della professione tra gli uomini, ma anche per essere segni e testimonianze del volere di Dio verso di noi, istituiti per risvegliare e confermare la fede in coloro che li usano. Noi dobbiamo dunque usare dei sacramenti così che la fede si irrobustisca per credere alle promesse che sono offerte e realizzate attraverso i sacramenti. Condannano altresì quelli che insegnano che i sacramenti giustifichino per il solo atto e che non insegnano che, nell'uso dei sacramenti, è necessaria la fede che crede che i peccati vengano perdonati».
Confutatio pontificia
La Chiesa di Roma non obiettò, ma si limitò a chiedere che i sacramenti citati fossero i sette sacramenti della Chiesa Romana.

## Articolo 14 - L'ordine ecclesiastico
«Dell'ordine ecclesiastico insegnano che nessuno possa pubblicamente insegnare nella Chiesa o amministrare i sacramenti se non sia stato regolarmente chiamato [a questo]».
Confutatio pontificia
La Chiesa cattolica domandò che la chiamata dei pastori fosse in accordo a quella regolarmente in uso nella Chiesa di Roma e che non fosse derivante da pressioni esercitate dalla gente o derivanti da tumulti di popolo. Ammonì, inoltre, a che ciò non si verificasse.

## Articolo 15 - I riti della Chiesa
«Delle usanze nella Chiesa insegnano che debbano venire osservate quelle che lo possono senza [commettere] peccato, e che sono profittevoli per la tranquillità e il buon ordine nella Chiesa, come in particolare sono i giorni festivi, le festività [maggiori] e così via. Ciononostante, a proposito di tali cose gli uomini vengono ammoniti a che le coscienze non siano affaticate come se tale osservanza fosse necessaria alla salvezza. Vengono anche ammoniti sul fatto che le tradizioni umane istituite per compiacere Dio, per ottenere [la sua] grazia e per dare soddisfazione dei peccati [cioè per cancellare o attenuare le conseguenze spirituali e sociali di un peccato commesso, NdT]  sono contrarie al Vangelo ed alla dottrina della fede. Pertanto voti e tradizioni riguardanti le carni, i giorni [in cui astenersi o fare penitenza, NdT], eccetera istituiti per meritare grazia e per dare soddisfazione di peccati sono inutili e contrarie al Vangelo».
Confutatio pontificia
La Confutatio  obiettò fermamente sull'ultima parte dell'articolo e ribadì la bontà delle tradizioni di sacrificio ed espiazione dei peccati che la storia aveva stabilito, dichiarando la loro piena concordanza con il Vangelo.

## Articolo 16 - Le questioni civili
«Delle questioni civili [che riguardano la vita pubblica e politica, NdT] essi insegnano che le ordinanze civili legittime sono opere giuste di Dio e che sia giusto per i Cristiani di prendere servizi pubblici, presiedere come giudici, giudicare secondo la legge imperiale ed altre esistenti, comminare giuste punizioni, intraprendere guerre giuste, servire come soldati, sottoscrivere contratti legali, avere proprietà, giurare quando richiesto dai magistrati, sposare una donna e prendere marito. [...] Condannano gli Anabattisti che proibiscono ai Cristiani questi uffici pubblici».
Confutatio pontificia
La Chiesa di Roma approvò questo capitolo, sottolineando la condanna agli Anabattisti, verso i quali tutte le chiese cristiane si trovavano concordi in una totale condanna.

## Articolo 17 - Il ritorno di Cristo per il giudizio
«Ed inoltre insegnano che alla consumazione del mondo Cristo apparirà per il giudizio e resusciterà tutti i morti; darà ai giusti ed agli eletti vita eterna e gioia inesauribile, ma condannerà gli ingiusti e i malvagi al tormento eterno. Condannano gli Anabattisti che pensano che vi sarà termine alle punizioni dei condannati e dei malvagi. E condannano anche altri che stanno ora diffondendo alcune opinioni ebraiche per cui prima della risurrezione dei morti i giusti prenderanno possesso del mondo e gli iniqui saranno ovunque soppressi».
Confutatio pontificia
La Chiesa di Roma accettò l'articolo.

## Articolo 18 - Il libero arbitrio
«Del libero arbitrio essi insegnano che la volontà dell'uomo abbia una certa libertà di scegliere per il bene nelle cose civili, e di operare secondo ragione. Ma non ha potere, senza lo Spirito Santo, di operare secondo la bontà divina, cioè di operare per il bene nelle cose dello Spirito; questo perché l'uomo [come creatura, NdT] naturale non ricevette le cose che sono dello Spirito del Signore; ma questa giustezza è generata nel cuore quando il Santo Spirito ne viene ricevuto attraverso la Parola. [...] Sosteniamo che tutti gli uomini abbiano libero arbitrio: libero, poiché ha la guida della ragione e non perché sia capace, senza Dio, tanto di cominciare quanto, infine, di terminare nulla in faccende che riguardino Dio, ma solo in cose di questa vita, che siano esse giuste o sbagliate. Io chiamo "buoni" quei lavori che germogliano dalla bontà in natura, quali la volontà di lavorare nei campi, di bere e di mangiare, di avere amici, di vestirsi, di costruire una casa, di prendere moglie, di allevare bestiame, di apprendere le diverse arti o qualsiasi cosa giusta riguardi questa vita. Perché tutte queste cose non sono senza dipendere dalla provvidenza divina. Chiamo "cattive" tutte quelle azioni come adorare idoli, commettere omicidi, eccetera. Condannano i Pelagiani ed altri che insegnano come, senza lo Spirito Santo, e per la sola forza della natura, siamo capaci di amare Dio sopra ogni altra cosa ed anche di operare i comandamenti di Dio come toccare "la sostanza dell'atto". Perché, anche se la natura [dell'uomo] è capace di fare il lavoro esteriore, perché è capace di trattenere le mani dal furto e dall'omicidio, tuttavia non può produrre i moti interiori come il timore di Dio, la fede in Dio, la castità, la pazienza, ecc.».
Confutatio pontificia
La Chiesa di Roma si trovò in accordo su questo capitolo e sulla condanna delle eresie.

## Articolo 19 - La causa del peccato
«Di ciò che sia causa del peccato sostengono che, sebbene Dio crei e preservi la natura, la causa del peccare è la volontà dei malvagi, cioè degli ingiusti e lontani da Dio; [e questa] volontà, priva dell'aiuto di Dio, da Dio stesso si allontana».
Confutatio pontificia
La Chiesa di Roma si trovò in perfetto accordo su questo capitolo, che distingueva la causa della malvagità dalla infinita bontà di Dio e ne ascriveva i motivi e le responsabilità alla corruttibilità della natura umana e del suo giudizio debole.

## Articolo 20 - Fede e buone opere
«Coloro che ci insegnano [la fede] vengono falsamente accusati di proibire le buone opere. Ma i loro scritti sui Dieci comandamenti, ed altri dello stesso peso, portano testimonianza di come essi abbiano insegnato per scopi ineccepibili riguardo a tutti gli stati e doveri della vita, cosa nei vari stati di una vita e quali lavori in ciascuna delle condizioni [in cui un uomo può trovarsi in vita sua] possano piacere a Dio. A proposito di queste cose i predicatori hanno sino ad oggi insegnato non poco e bandito solo l'operare infantile ed inutile come festività particolari, alcuni digiuni, confraternite, pellegrinaggi, servizi in onore dei santi, l'uso di rosari, monachesimo e così via. Da quando i nostri avversari sono stati ammoniti su queste cose, stanno ora disimparandole e non si applicano a questi lavori inutili tanto quanto prima. Di pari passo cominciano a parlare della fede, della quale vi era, sino ad ora, un silenzio che destava meraviglia. Essi insegnano che siamo giustificati non per le sole opere, ma intrecciano fede ed opere e sostengono che da fede e opere siamo giustificati. Questa dottrina è più tollerante di quella precedente e può portare maggiore consolazione che la loro vecchia dottrina.
In considerazione del fatto che, prima d'ora, la dottrina riguardante la fede, che dovrebbe essere la principale nella Chiesa, ha giaciuto per così lungo tempo sconosciuta, tanto che tutti debbono concordare che vi fosse il più profondo silenzio nei loro sermoni sulla giustezza della fede, mentre solo la dottrina delle opere veniva trattata nelle chiese, i nostri insegnanti hanno istruito le Chiese a trattare l'argomento fede come segue:
Primo, che le nostre opere non possono riconciliarci con Dio o meritare perdono dei peccati, grazia e giustificazione, ma che otteniamo ciò per la sola fede quando crediamo che veniamo accolti nel favore di Dio per amore di Cristo, il solo che fu posto come mediatore e propiziatore [tra l'uomo peccatore e Dio, offeso e allontanato dal peccato dell'uomo, NdT] perché il Padre venisse riconciliato [con noi] per Suo tramite. Chiunque, quindi, confidi di meritare grazia per le sue opere, sdegna il merito e la grazia di Cristo e cerca una via verso Dio senza l'aiuto di Cristo, per sola forza umana, anche se Cristo disse di sé: "Io sono la Via, la Verità e la Vita" (Gv 14, 6).
Questa dottrina riguardante la fede è trattata ovunque da Paolo: "Per grazia siamo salvati tramite la fede e non per noi stessi, è dono di Dio e non delle opere" (Ef 2, 8). Ed infine, temendo che qualcuno possa artificiosamente sostenere che noi si abbia creato una nuova interpretazione di Paolo, [aggiungiamo a riprova delle nostre tesi che] questa intera faccenda è supportata dalle testimonianze dei padri della Chiesa. Perché Agostino, in molti dei suoi volumi, difende la grazia e la giustizia della fede rispetto ai meriti delle opere. E Ambrogio, nel suo De Vocatione Gentium, e in altri punti, insegna ad amarne gli effetti: perché nel De Vocatione Gentium dice quanto segue: "la redenzione per il sangue di Cristo diverrebbe di ben piccolo valore né la preminenza delle opere dell'uomo verrebbe rimpiazzata dalla pietà di Dio, se la giustificazione, che è operata tramite la grazia, fosse dovuta a meriti precedenti e fosse quindi non il dono gratuito di un benefattore, ma la paga dovuta a un lavoratore".
Ma sebbene questa dottrina sia in odio agli inesperti, le coscienze ansiose e che provano paura di Dio trovano alla prova dei fatti che essa porta la più grande consolazione perché le coscienze non possono trovare pace in alcuna opera, ma solo nella fede quando intraprendano il cammino sicuro nel quale è per grazia di Cristo che essi hanno un Dio riconciliato [con loro]. Come insegna Paolo, (Rom 5, 1): "Giustificati dalla fede, abbiamo la pace di Dio". Tutta questa dottrina va riportata a questo conflitto delle coscienza atterrita, e senza questo conflitto nulla può venirne compreso. Pertanto l'uomo inesperto e profano mal giudica su questa materia nel sognare che la giustizia cristiana non sia altro che giustizia civile e filosofica.
Sino ad ora le coscienze sono state ammorbate dalla dottrina delle opere e non hanno ascoltato la consolazione del Vangelo. Alcune persone furono condotte dalla coscienza nel deserto, in monasteri dove sperarono di meritare grazia per la scelta della vita monastica. Altre hanno programmato altri lavori per i quali ottenere grazia e perdono dei peccati. E dunque vi era gran bisogno di trattare e di rinnovare questa dottrina della fede in Cristo per concludere che quel tormento delle coscienze non deve restare privo di consolazione, ma che esse debbano conoscere che grazia e perdono dei peccati e giustificazione si ottengono appieno per la Fede in Cristo.
Le persone vengono inoltre ammonite che qui il termine 'fede' non significa meramente la conoscenza dei fatti storici, come tra i malvagi e i pagani, ma significa una fede che crede non solo il dettato storico, ma anche gli effetti di quel dettato e, nello specifico, questo punto: il perdono dei peccati, e cioè che otteniamo grazia, giustizia e perdono dei peccati attraverso Cristo.
Ora, chi sa di avere un Padre amorevole verso di lui, conosce davvero Dio; costui sa, inoltre, che Dio ha cura di lui e su Dio fa affidamento; in una parola egli non è privo di Dio come sono i pagani. Perché i malvagi e lontani da Dio non possono credere questo punto: il perdono dei peccati. E per questo essi odiano Dio come se fosse loro nemico, non vi si affidano e non si aspettano nulla di buono da Lui. Agostino ammonisce, inoltre, i suoi lettori su ciò che significa il termine 'fede' e insegna che il termine 'fede' è accolto nelle Scritture non in quanto conoscenza dei fatti, come tra coloro che sono lontani da Dio, ma come senso di fiducia che consola e incoraggia la mente tormentata.
Oltre a ciò viene a noi insegnato che sia necessario compiere buone opere, non perché noi si debba fidare di meritare grazia tramite loro, ma perché ciò è volontà di Dio. È solo tramite la fede che si conosce il perdono dei peccati e ciò è in cambio di nulla. E poiché lo Spirito Santo viene ricevuto tramite la fede, i cuori sono rinnovati e dotati di nuovi affetti, così che sono in grado di portare avanti buone opere. Perché Ambrogio dice: "La fede è la madre di una volontà corretta e di un corretto agire perché i poteri dell'uomo senza lo Spirito Santo sono pieni di sentimenti contrari a Dio, e sono troppo deboli per compiere opere che a Dio piacciano. Inoltre sono in balia del demonio che spinge gli uomini a compiere peccati, a professare idee malvagie, a macchiarsi di veri e propri crimini. Questo si può vedere nei filosofia che, sebbene si applicassero con forza a vivere una vita onesta non vi riuscirono, ma vennero macchiati di molti turpi crimini. Questa è la debolezza dell'uomo quando è privo di fede e privo dello Spirito Santo e si governa da sé per le sue sole forze umane.
Per questo motivo si può vedere immediatamente che questa dottrina non va accusata di proibire le buone opere, ma come anzi le raccomandi in massimo grado, Perché mostra ciò che ci rende in grado di farle. Perché senza fede la natura umana non può in alcun modo fare ciò che è richiesto dal primo e dal secondo comandamento. Senza fede essa non può fare affidamento su Dio, né aspettarsi alcunché da lui, né sopportare la propria croce, ma solo cercare e fidare dell'aiuto dell'uomo. E quindi quando non vi è fede né fiducia in Dio tutte le accezioni della lussuria e gli istinti dell'uomo ne governano il cuore. Perciò Cristo disse: "Senza di me voi non potete nulla" (Gv 16,6); e per questo la Chiesa canta: "Se manca il tuo favore/ non c'è nulla che possa trovarsi nell'uomo/ e nulla in lui è innocente"».
Confutatio pontificia
Questo punto è uno dei più rilevanti della Confessione augustana, nonché il più lungo e doviziosamente spiegato della prima parte a conferma di quanto l'argomento stesse a cuore dei riformati. La Chiesa di Roma confutò ciò che aveva già confutato altrove e cioè il posto secondario in cui le opere venivano relegate dal nuovo punto di vista. Inoltre rifiutò che dare risalto al ruolo delle opere di misericordia significasse sdegnare i meriti della passione di Cristo, colui che con il suo esempio (e la sua morte) ci insegna ad agire come piace a Dio e pertanto a compiere le opere che contribuiscono a cancellare i nostri peccati e il suo sdegno verso le nostre offese.

## Articolo 21 - La devozione ai santi
«Della devozione verso i santi essi insegnano che l'esempio dei santi può venirci posto ad esempio, che dobbiamo seguire la loro fede e le loro buone opere, secondo la nostra vocazione, così che l'imperatore può seguire l'esempio di Davide nel far guerra per scacciare i Turchi da questo paese, perché entrambi sono re. Ma le scritture non insegnano l'invocazione dei santi né a chieder loro aiuto, perché è proposto a noi l'unico Cristo come mediatore, propiziatore, sommo sacerdote, e intercessore. A lui vanno rivolte le nostre preghiere, ed ha promesso che le avrebbe ascoltate, e questa devozione gli più grata di ogni altra, e cioè che in ogni afflizione si faccia ricorso a lui: "se l'uomo pecca, abbiamo un avvocato davanti al Padre..." (Gv 2, 1)
Questo è il fulcro della nostra dottrina nella quale, come si può vedere, non vi è nulla che si discosti dalle Scritture o dalla Chiesa cattolica, o dalla Chiesa di Roma per come è conosciuta attraverso i suoi scrittori. Questo è il caso in cui giudicano crudelmente quelli che insistono che i nostri insegnanti debbano venire trattati come eretici. Vi è, tuttavia, disaccordo su alcuni abusi che hanno strisciato nella Chiesa senza avere alcun diritto. Ed anche in questi casi dovrebbe esservi pietà da parte dei vescovi verso di noi a causa della confessione di fede che abbiamo testé rivisto; perché persino i canoni non sono tanto severi da chiedere riti identici ovunque, né i riti sono stati gli stessi in ogni tempo e per tutte le chiese sebbene tra noi i rituali antichi vengano in larga parte diligentemente osservati. Perché è un'accusa falsa e malevola che tutte le vecchie istituzioni siano state abolite nelle nostre chiese. Ma è una lamentela comune che vi siano alcuni abusi riguardo ai riti ordinari. Poiché questi non possono venire approvati con retta coscienza, sono stati parzialmente rettificati [...] e che erano stati erroneamente accettati dalla corruzione dei tempi. [...] Può venire prontamente giudicato che nulla serve meglio a mantenere la dignità della cerimonie ed a nutrire la reverenza e la pia devozione tra la gente che la corretta osservanza delle cerimonia nella chiese».
Confutatio pontificia
La Chiesa di Roma sottolineò come i notabili delle città, i principi e lo stesso Imperatore dovessero invece sottoscrivere la devozione dei santi, che non poteva ridursi alla semplice, per quanto necessaria, imitazione del loro esempio. E citando sant'Agostino dissero: «Un popolo cristiano celebra la memoria dei martiri con osservanza religiosa che condivide i loro meriti e viene aiutata dalle loro preghiere». I santi, dunque, erano degni di devozione perché potevano, con i loro meriti, intercedere presso Dio per chi rivolgeva loro preghiere, elemosine e atti devozionali.